# Laien-Uni Theologie
Eine Laien-Uni Theologie ist – als ungeschützter Begriff – ein mehrjähriges Studienprogramm für alle interessierten Personen, in dem Erkenntnisse und Methoden der Theologie auf elementarer Ebene zugänglich gemacht werden. Eine Laien-Uni Theologie wird gegenwärtig an zwei Orten (Düsseldorf und Ludwigshafen) mit jeweils unterschiedlichem Aufbau angeboten.
Schwerpunkte des Studienprogramms sind die klassischen Fächer der Theologie (Altes und Neues Testament, Kirchengeschichte, Systematische Theologie). Für die Teilnahme sind keine formalen Voraussetzungen wie Mitgliedschaft in einer Kirche, Konfessionszugehörigkeit oder altsprachliche Kenntnisse nötig. Ziel der Laien-Uni Theologie ist es, den Teilnehmern Wissen über die Entstehung, die Geschichte und die Vorstellungswelt des Christentums zu vermitteln. Die Laien-Uni Theologie findet in der Regel einmal im Monat an einem Samstag statt.

## Die Laien-Uni Theologie in Düsseldorf
Seit 1993 wird die Laien-Uni Theologie im Rahmen des Evangelischen Erwachsenenbildungswerks (eeb) Nordrhein angeboten. Zielgruppe sind haupt- und ehrenamtliche Mitarbeitende von Kirche und Diakonie, aber auch interessierte Personen ohne kirchliche berufliche Bindung. In sechs Semestern gewinnen die Teilnehmer einen Einblick in zentrale Themen der Theologie. Die Laien-Uni Theologie in Düsseldorf umfasst ca. 40 ganztägige Studientage, die vor- und nachbereitet werden. Die Studientage werden von verschiedenen Dozenten gehalten, die in der Regel an Universitäten und Hochschulen lehren. Diverse Lernformen werden angeboten. Eine Leistungskontrolle gibt es nicht. Die Laien-Uni Theologie schließt mit einem Zertifikat des eeb Nordrhein ab. Bislang haben mehr als 300 Menschen den dreijährigen Kurs absolviert. Die Nachfrage der Kurse ist erfahrungsgemäß hoch. 
Die Studienleitung der Laien-Uni Düsseldorf hat aktuell Claudia Eliass inne.

## Die Laien-Uni Theologie Pfalz
Seit 2018 werden Kurse der Laien-Uni Theologie auch in der Evangelischen Kirche der Pfalz angeboten. Diese Laien-Uni ist organisatorisch und rechtlich selbständig. Die Kurse umfassen 25 Studientage. Bislang wurden die Kurse in Kaiserslautern und Ludwigshafen durchgeführt. Anders als in Düsseldorf verantwortet ein festes Team von vier Lehrpersonen das gesamte Programm der Laien-Uni. Jeder Dozent unterrichtet dabei ein Fachgebiet: Jochen Wagner (Universität Koblenz-Landau) lehrt Altes Testament, Paul Metzger Neues Testament, Gisa Bauer Kirchengeschichte und Kristina Dronsch Systematische Theologie.
Die Studienleitung hat aktuell Paul Metzger inne, der die Laien-Uni Theologie Pfalz gegründet hat.